# Nagrody Telewizyjne Towarzystwa Sztuk Filmowych i Telewizyjnych 1959

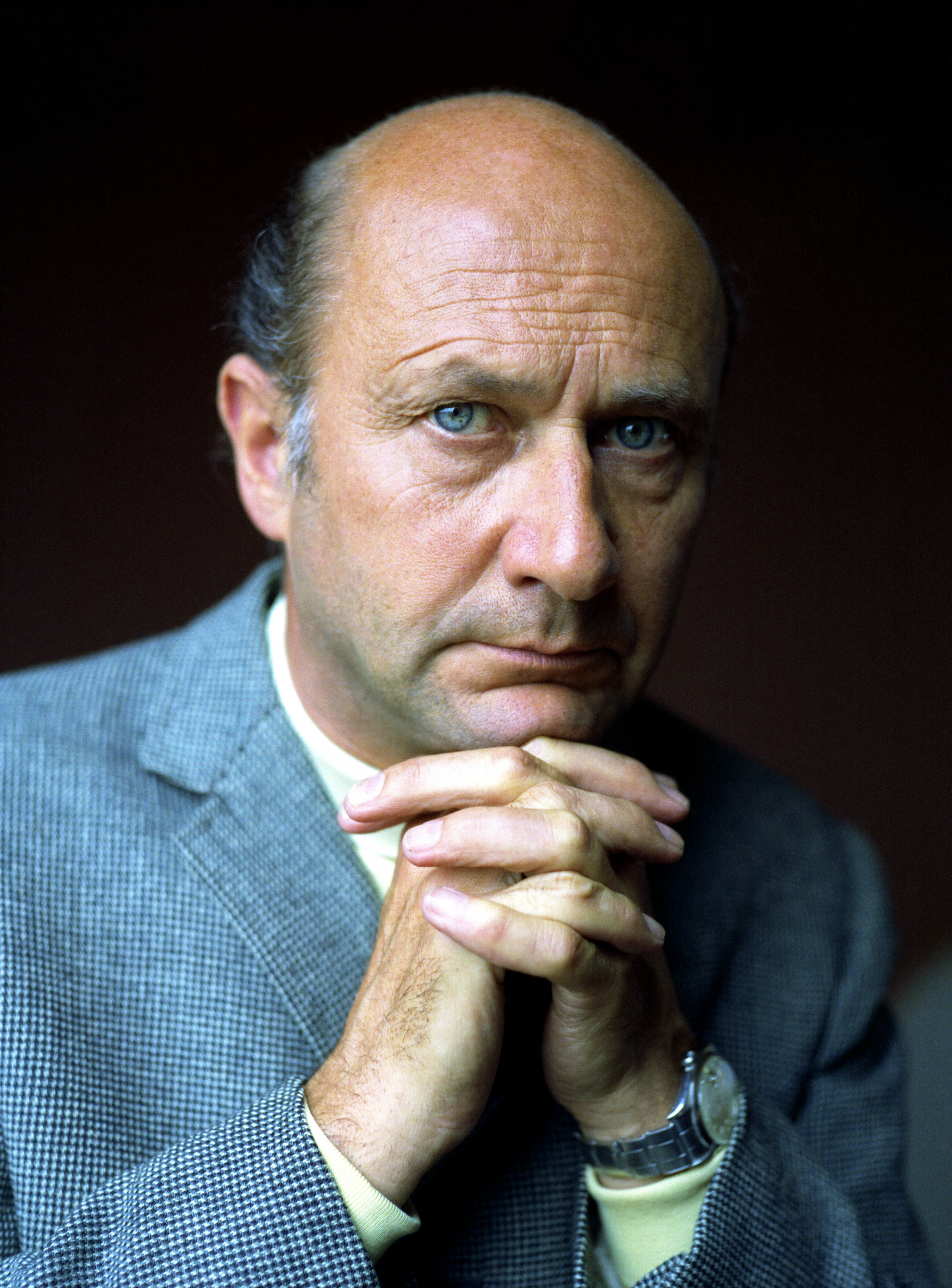
Donald Pleasence, najlepszy aktor (zdjęcie z 1973)

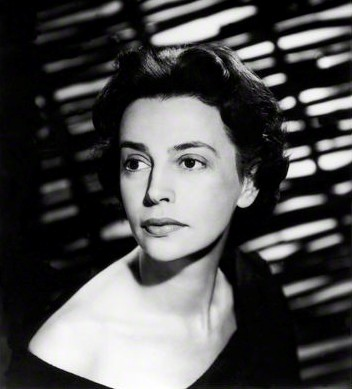
Gwen Watford, najlepsza aktorka

Nagrody Telewizyjne Towarzystwa Sztuk Filmowych i Telewizyjnych 1959 – piąta edycja nagród, znanych od 1976 jako Nagrody Telewizyjne Akademii Brytyjskiej, zorganizowana w 1959 roku. 

## Lista laureatów
- Najlepszy aktor: Donald Pleasence
- Najlepsza aktorka: Gwen Watford(inne języki)
- Najlepszy artysta rozrywkowy: Alan Melville(inne języki)
- Najlepsza osobowość: Cliff Michelmore(inne języki)
- Najlepszy scenarzysta: Ken Hughes(inne języki) i Colin Morris(inne języki)
- Najlepszy scenograf: Stephen Bundy
- Najlepszy producent dramatyczny: Silvio Narizzano
- Najlepszy producent rozrywkowy: Joan Kemp-Welch(inne języki)
- Najlepszy producent publicystyczny: zespół produkcyjny programu Tonight
- Nagroda Specjalna: zespół produkcyjny programu Monitor